# Andreas Lanfranchi
Andreas Lanfranchi (falecido em 1659) foi um prelado católico romano que serviu como bispo de Ugento (1650–1659).

## Biografia
Andreas Lanfranchi foi ordenado sacerdote pela Congregação dos Clérigos Regulares da Divina Providência. No dia 19 de dezembro de 1650, foi nomeado pelo Papa Inocêncio X como Bispo de Ugento. A 8 de janeiro de 1651, foi consagrado bispo por Francesco Peretti di Montalto, arcebispo de Monreale com Ranuccio Scotti Douglas, bispo emérito de Borgo San Donnino, e Francesco Biglia, bispo de Pavia, como co-consagradores. Serviu como Bispo de Ugento até à sua morte em 1659.